# Calle 57
La calle 57 (en inglés: 57th Street) es una de las arterias más importantes de Nueva York, una calle de doble sentido que discurre de este a oeste en la zona de Midtown del borough de Manhattan, desde la dársena del Departamento de Sanidad en el río Hudson, junto a la West Side Highway, hasta un pequeño parque con vistas del río Este en una plataforma suspendida sobre la FDR Drive. Entre la Quinta y la Octava Avenida, se encuentra dos manzanas al sur de Central Park. La calle 57 es conocida por sus prestigiosas galerías de arte, restaurantes y tiendas exclusivas.
La calle fue designada por el Plan de los Comisarios de 1811, que estableció el plan hipodámico de Manhattan con quince calles este-oeste que tendrían una anchura de 30 m, mientras que las otras calles tendrían 18 m de anchura.

## Descripción

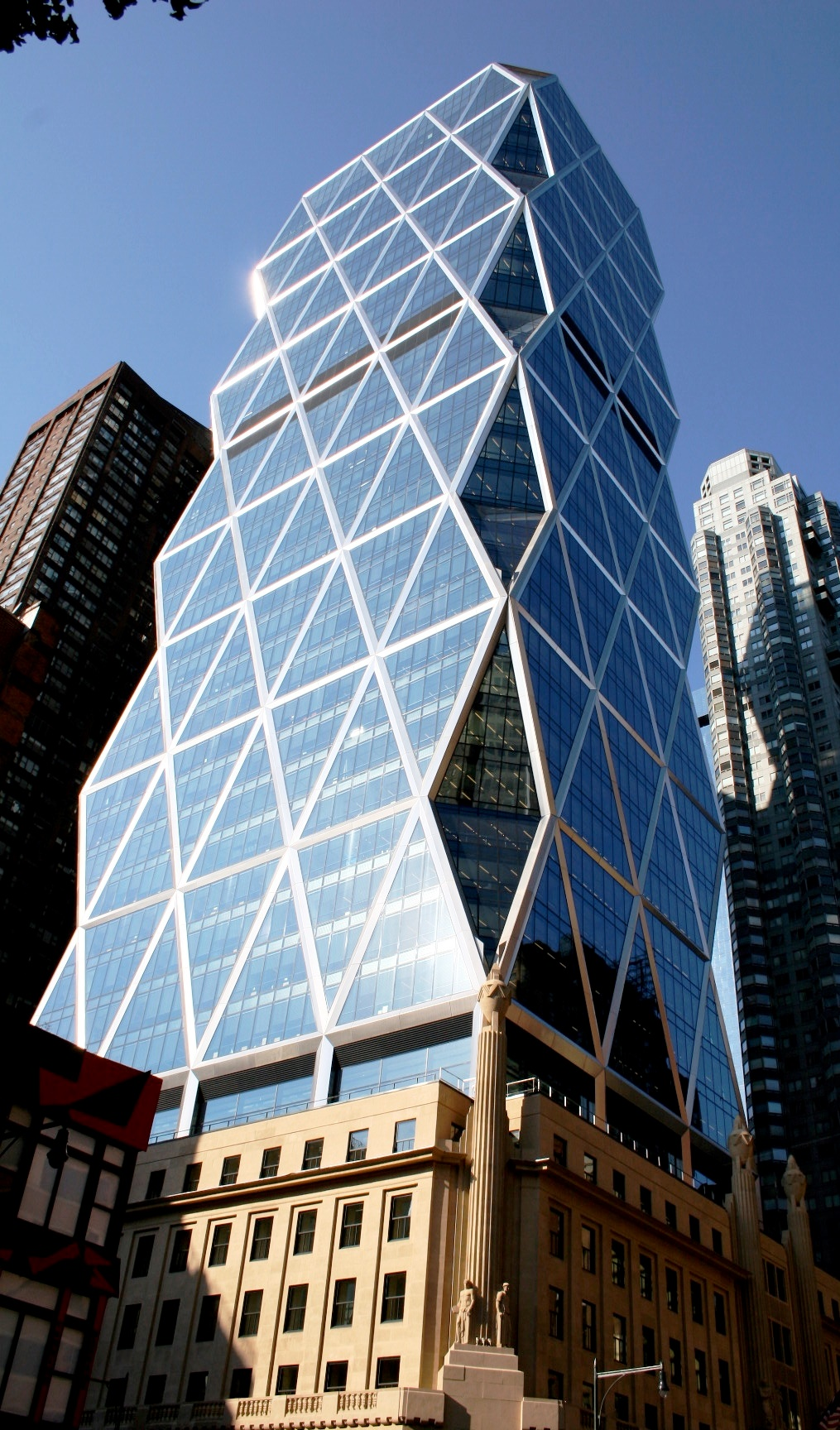
La Hearst Tower en el 300 de West 57th Street.

A lo largo de su longitud, de unos 3 km, la Calle 57 atraviesa varios barrios diferentes con distintas mezclas de usos comerciales, residenciales y de oficinas.
La primera manzana de la Calle 57, en su extremo oeste junto a la Duodécima Avenida, cerca del río Hudson, alberga el edificio VIA 57 West, diseñado con la forma de una pirámide triangular por el arquitecto danés Bjarke Ingels. Desde allí hasta la Décima Avenida hay propiedades industriales de baja altura, varios concesionarios de automóviles y edificios residenciales de pequeña escala. Gran parte del lado sur de la manzana entre la Undécima y la Décima Avenida está ocupado por el CBS Broadcast Center, la principal instalación de producción de la red en la Costa Este. El nombre de la calle fue usado por la CBS para dar nombre a un programa magacín producido por la red a finales de la década de 1980, West 57th.
Desde la Décima hasta la Octava Avenida aparecen edificios residenciales más grandes. A partir de la Octava Avenida y continuando hacia el este por el centro de Midtown Manhattan, la calle está dominada por altas torres residenciales y de oficinas, como la Hearst Tower en la esquina suroeste con la Octava Avenida. Este tramo de la Calle 57 alberga varios grandes hoteles como Le Parker Meridien y conocidos restaurantes como la Russian Tea Room (ambos entre la Séptima y la Sexta Avenida), y las oficinas de varias revistas como The Economist. En la esquina de la Calle 57 con la Séptima Avenida se encuentra la sala de conciertos Carnegie Hall.
A mitad de la manzana entre la Séptima y la Sexta Avenida termina una avenida peatonal norte-sur llamada 6½ Avenue.

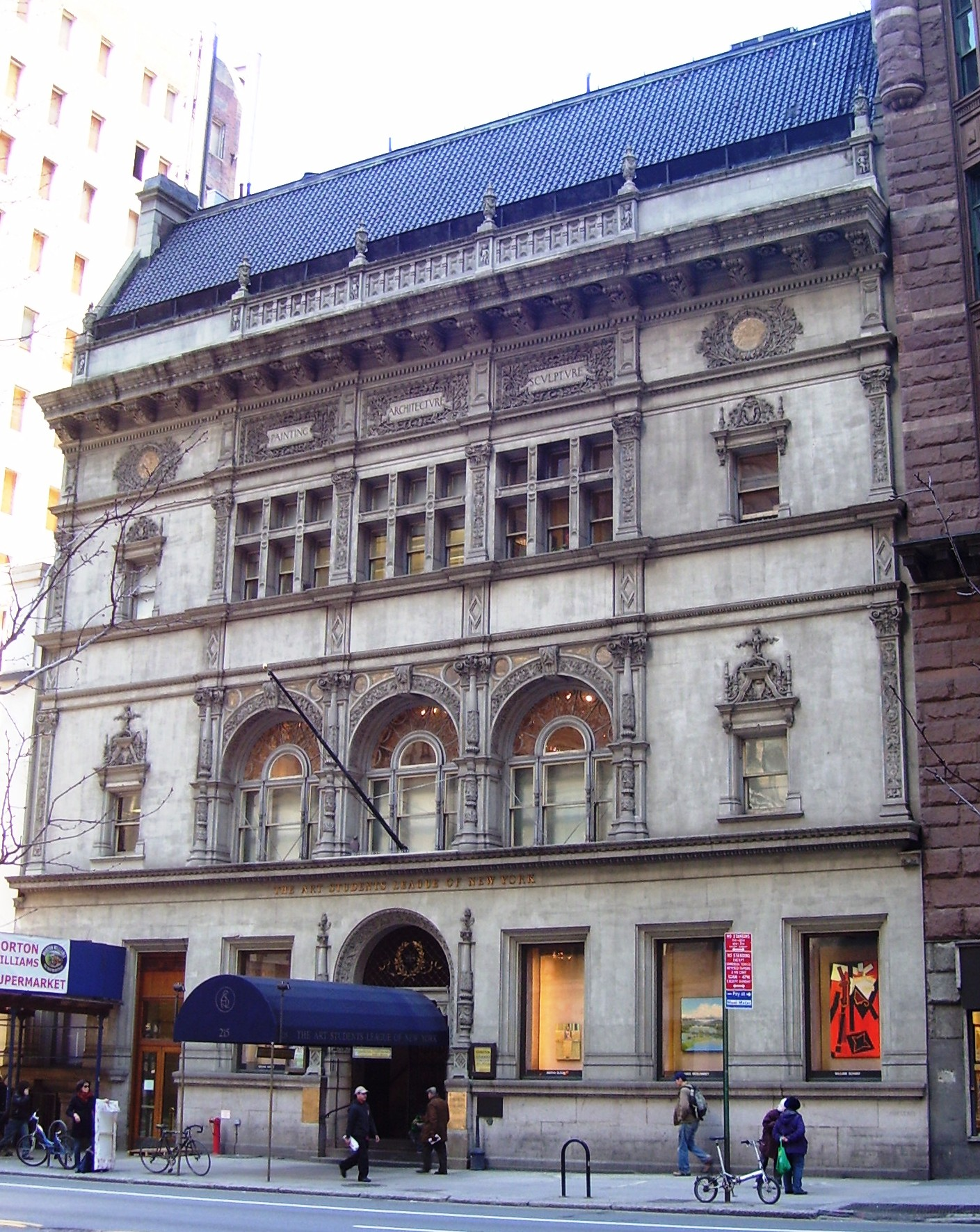
El edificio de la Art Students League en el 215 de West 57th Street.

Al este de la Sexta Avenida, la calle alberga numerosos establecimientos comerciales de alta gama como Van Cleef & Arpels, Tiffany & Co. y Bergdorf Goodman. Las tiendas situadas en las intersecciones de la Calle 57 con la Quinta Avenida y Madison Avenue ocupan algunas de las propiedades inmobiliarias más caras del mundo.
Los edificios comerciales y de oficinas continúan predominando hasta la Tercera Avenida, donde la calle rápidamente vuelve a mostrar una preponderancia de grandes edificios residenciales. El tramo desde aquí hasta su término en Sutton Place, que atraviesa las últimas manzanas de la calle, alberga edificios de apartamentos de lujo con porteros, marquesinas y pequeños establecimientos comerciales como farmacias, sucursales de bancos y restaurantes. La Calle 57 termina en un pequeño parque con vistas del río Este justo al este de Sutton Place.

## Billionaires' Row

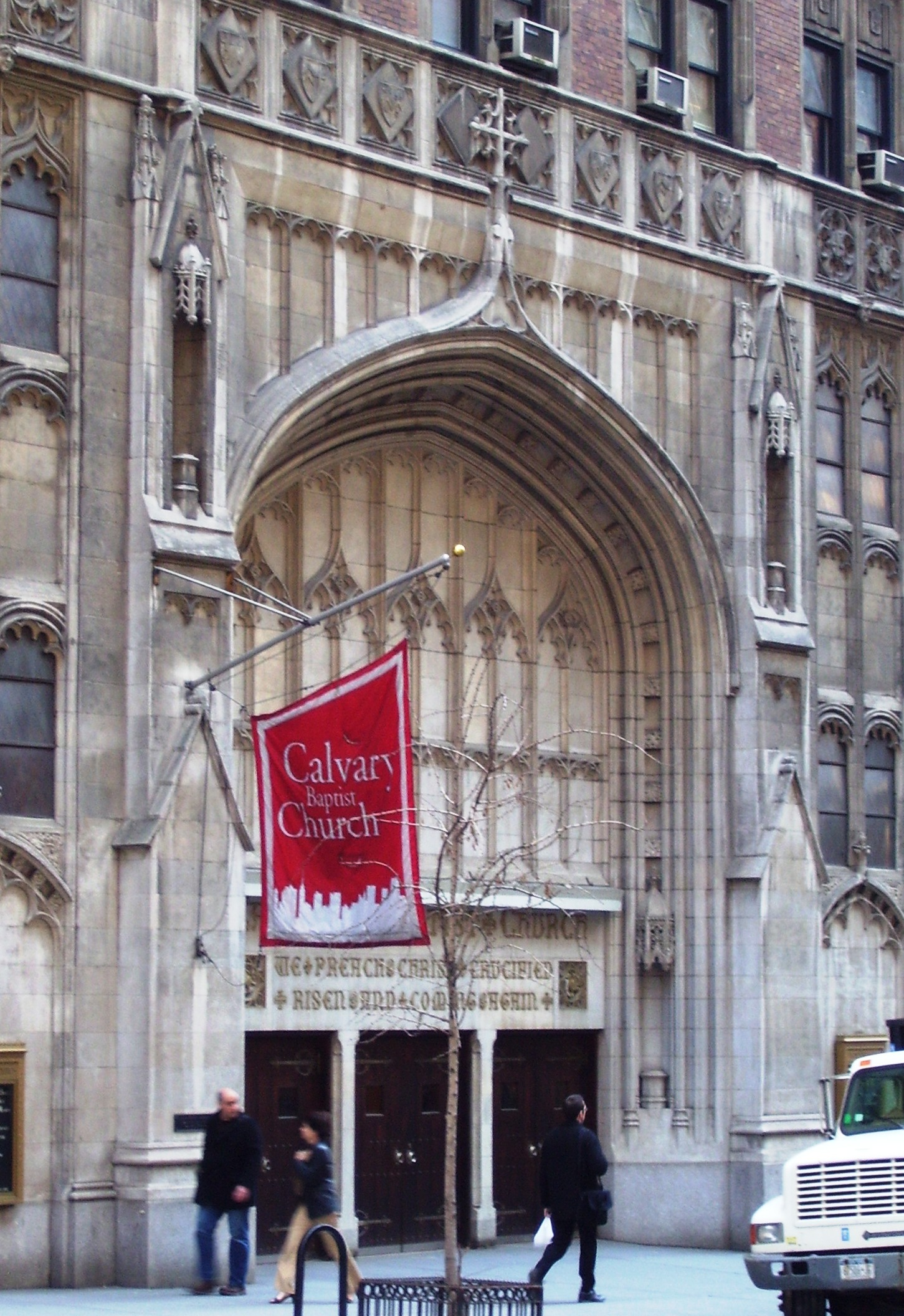
La entrada de la Calvary Baptist Church en el 123 de West 57th Street.

A partir de la construcción del One57, un rascacielos de apartamentos de 306 m de altura situado entre la Sexta y la Séptima Avenida que fue completado en 2014, se han construido o proyectado una gran cantidad de rascacielos residenciales de lujo en la sección de la Calle 57 que corresponde aproximadamente con el extremo sur de Central Park. Debido a los habituales precios de récord por los que se han vendido los apartamentos de estos edificios, la prensa ha apodado a esta sección de la Calle 57 Billionaires' Row (literalmente, «avenida de los multimillonarios»). Estos proyectos han generado controversia sobre las condiciones económicas y las regulaciones urbanísticas que han permitido la construcción de estos edificios, así como el impacto que estas torres tendrán en los barrios de los alrededores y las sombras que proyectarán sobre Central Park.

## Transporte
La estación 57th Street de la línea de la Sexta Avenida del Metro de Nueva York se encuentra en la intersección de la Calle 57 con la Sexta Avenida y está servida por los trenes F. La estación 57th Street – Seventh Avenue de la línea Broadway se encuentra en la intersección de la Calle 57 con la Séptima Avenida y está servida por los trenes N, Q, R y W.
Las rutas de autobús M57 y M31 comparten un tramo de su recorrido entre la Undécima y la Primera Avenida. La M57 continúa a lo largo del West Side hasta la estación de metro 72nd Street, mientras que la M31 continúa a lo largo del East Side hasta la Calle 92 y la Primera Avenida pasando por York Avenue. Asimismo, varios autobuses exprés sirven la Calle 57 desde Brooklyn, Queens y Staten Island.

## Lugares de interés
- Four Seasons Hotel New York, entre Madison Avenue y Park Avenue.
- Fuller Building en Madison Avenue, que alberga varias galerías de arte.
- Tourneau TimeMachine en Madison Avenue.
- Tiffany & Co. en la Quinta Avenida.
- Torre Trump
- Bergdorf Goodman en la Quinta Avenida.
- Ascot Chang en la Quinta Avenida.
- Antiguamente Steinway Hall en la Sexta Avenida.
- Carnegie Hall en la Séptima Avenida.
- Art Students League of New York entre la Séptima Avenida y Broadway.
- Russian Tea Room, al este de Carnegie Hall.
- Hearst Tower en la Octava Avenida.
- CBS Broadcast Center, entre la Décima y la Undécima Avenida.
- International Flavors & Fragrances, entre la Décima y la Undécima Avenida.

## Comercios
Las siguientes tiendas de lujo se encuentran entre la Sexta Avenida y Park Avenue:
| - Abercrombie & Fitch - Bergdorf Goodman - Brioni - Burberry - Bvlgari - Chanel - Coach - Dior Homme - Christian Dior - Hammacher Schlemmer - Christian Lacroix | - Jacob & Co - Miu Miu - Montblanc - Prada - Rizzoli Bookstore - Yves Saint Laurent - Tiffany & Co. - Tourneau - Turnbull & Asser - Van Cleef & Arpels - Louis Vuitton |